# Коста Скарамуца (Пјаченца)
Коста Скарамуца је насеље у Италији у округу Пјаченца, региону Емилија-Ромања.
Према процени из 2011. у насељу је живело 15 становника. Насеље се налази на надморској висини од 171 м.